# Neil Walker
Neil Martin Walker (né le 10 septembre 1985 à Pittsburgh, Pennsylvanie, États-Unis) est un joueur de deuxième but des Yankees de New York de la Ligue majeure de baseball.
Walker évolue pour les Pirates de Pittsburgh de 2009 à 2015 et remporte le Bâton d'argent du meilleur joueur de deuxième but offensif de la Ligue nationale en 2014.
Il est le fils de Tom Walker, un lanceur de baseball ayant joué dans les Ligues majeures de 1972 à 1977 et le neveu de Chip Lang, lanceur des majeures en 1975 et 1976.

## Carrière

### Pirates de Pittsburgh
Après des études secondaires à la Pine-Richland High School de Gibsonia (Pennsylvanie), Neil Walker est drafté le 7 juin 2004 par les Pirates de Pittsburgh au premier tour de sélection (11e choix). Il perçoit un bonus de 1,95 million de dollars à la signature de son premier contrat professionnel le 18 juin 2004. 

#### Saison 2009

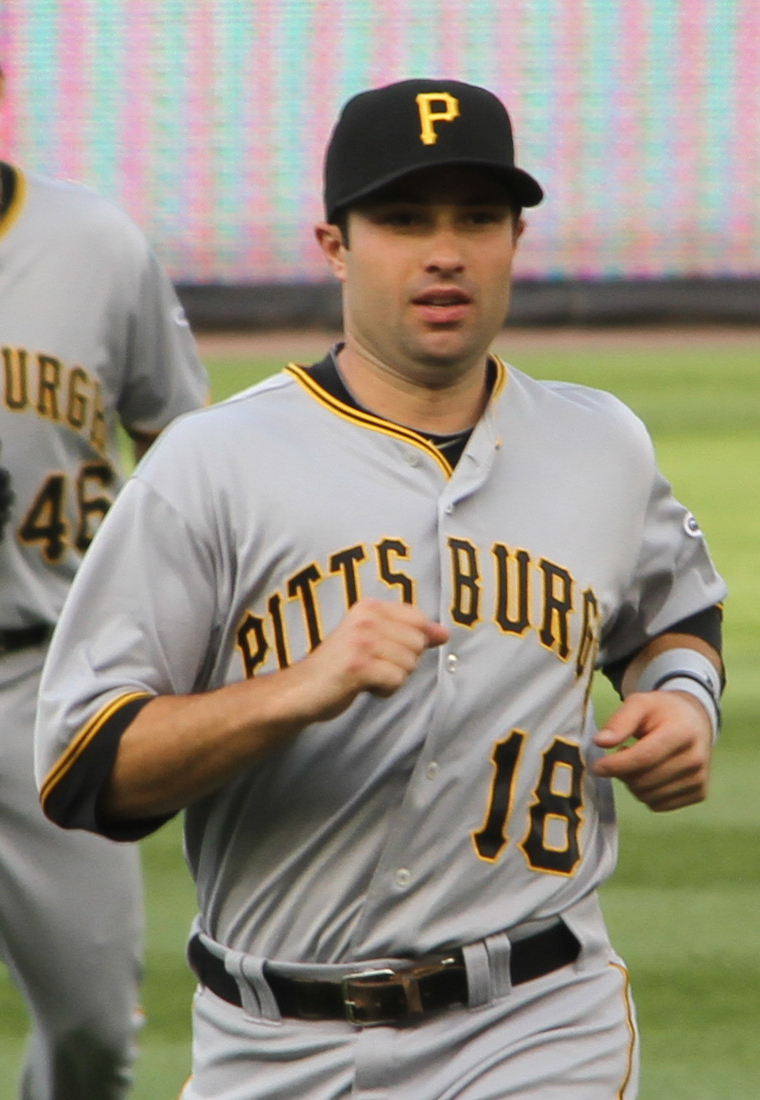
Neil Walker en 2010 avec les Pirates de Pittsburgh.

Walker passe cinq saisons en Ligues mineures avant d'effectuer ses débuts en Ligue majeure le 1er septembre 2009 lors d'un match des Pirates contre les Reds de Cincinnati. Il réussit son premier coup sûr dans les grandes ligues le 6 septembre de la même année contre Jason Motte des Cardinals de Saint-Louis. Walker joue 17 matchs en fin d'année. Sa moyenne au bâton n'est que de 0,194.

#### Saison 2010
En 2010, il amorce la saison au niveau Triple-A avec les Indians d'Indianapolis, puis rejoint les Pirates à la fin mai. Dès sa première partie de la saison avec Pittsburgh, le 25 mai, il produit son premier point en carrière, dans un match contre Cincinnati. Le 1er juin 2010, il claque son premier coup de circuit en MLB aux dépens du lanceur Ted Lilly, des Cubs de Chicago.
Walker affiche une moyenne au bâton de ,296 avec 12 circuits et 66 points produits à son année recrue. Il reçoit quelques votes pour le titre de recrue de l'année de la Ligue nationale, terminant au cinquième rang du scrutin.

#### Saison 2011
Le 1er avril 2011, il réussit face à Ryan Dempster des Cubs de Chicago le premier grand chelem de sa carrière. Il est le deuxième joueur des Pirates seulement à frapper un grand chelem lors du match d'ouverture de la saison, après Roberto Clemente. 
Devenu depuis la saison précédente le joueur de deuxième but de confiance des Pirates, il dispute 159 des 162 matchs de l'équipe durant la saison 2011. Il est le meilleur joueur du club pour la moyenne au bâton (,273), le nombre de coups sûrs (163), les doubles (36) et les ballons sacrifices (8). Il frappe 12 circuits et, avec 83 points produits et 243 buts au total, n'est devancé dans l'équipe que par Andrew McCutchen (89 points produits, 261 buts).

#### Saison 2012
Walker frappe pour ,280 avec 14 circuits, un nouveau sommet personnel, et 69 points produits en 2012. Des maux de dos lui nuisent pendant une bonne partie de la saison, en particulier une hernie discale diagnostiquée en septembre.

#### Saison 2013

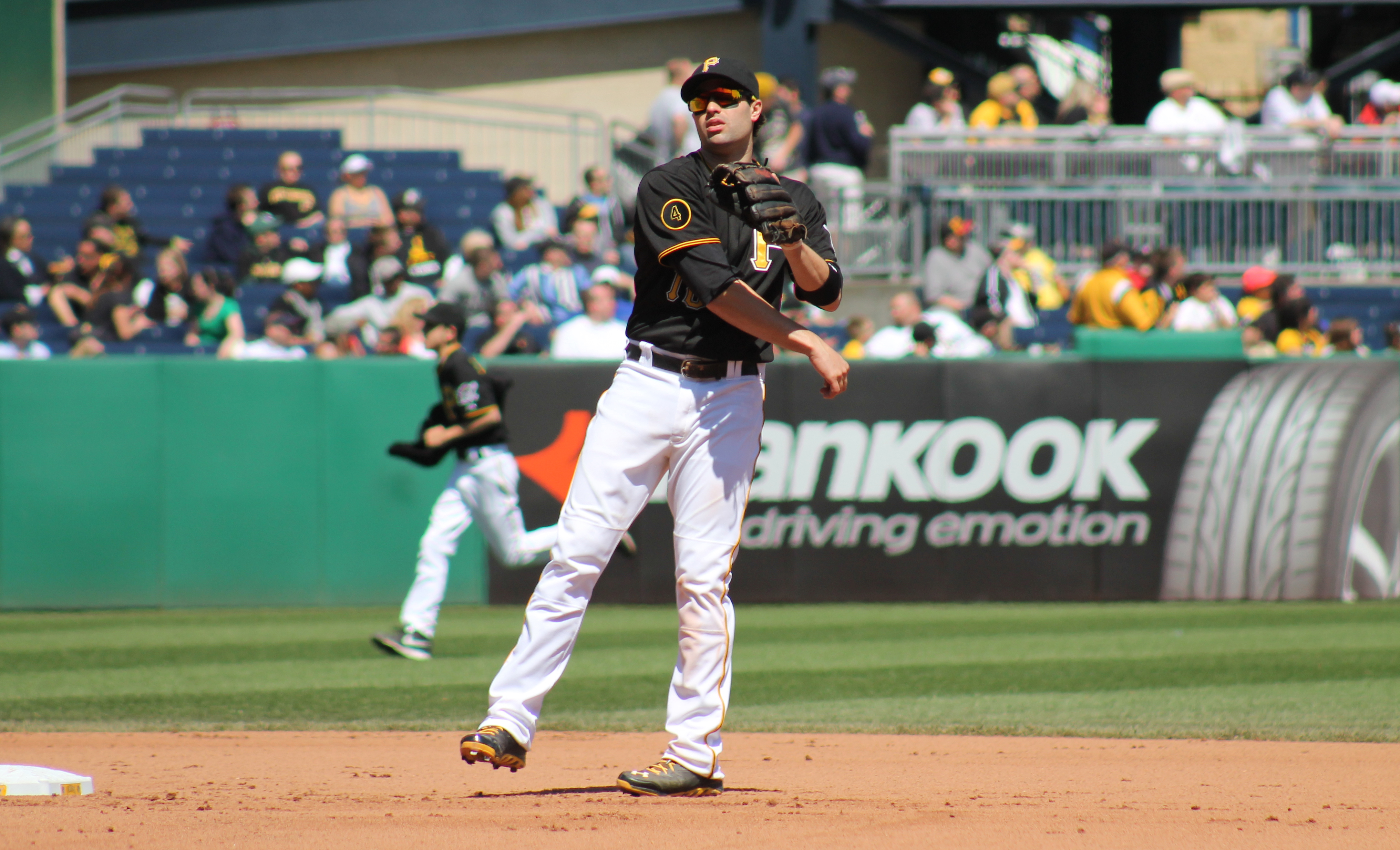
Neil Walker en défensive pour les Pirates de Pittsburgh en avril 2014.

En 2013, Walker dispute 133 matchs des Pirates et sa moyenne au bâton s'élève à ,251. Il produit 53 points et bat son record personnel de coups de circuit, avec 16. Il aide les Pirates à participer aux séries éliminatoires pour la première fois en 21 ans. Walker, un fan des Pirates originaire de Pittsburgh, n'avait lui-même que 7 ans lors de la dernière présence de l'équipe en matchs d'après-saisons. Malheureusement, dans la défaite de son club devant les Cardinals de Saint-Louis en Série de division, Walker établit un triste record des Pirates pour une série éliminatoire avec aucun coup sûr en 19 présences au bâton.

#### Saison 2014
En 2014, Walker maintient une moyenne au bâton de ,271 en 137 matchs des Pirates et frappe un record personnel de 23 coups sûrs. Ses 139 coups sûrs, 76 points produits et 74 points marqués représentent sa deuxième meilleure performance en carrière après la saison 2011.

#### Saison 2015
Walker frappe 16 circuits et produit 71 points en 2015, en plus de maintenir une moyenne au bâton de ,269.
Le 9 mai 2015 lors d'un match des Pirates face aux Cardinals de Saint-Louis, Walker est impliqué dans le premier triple jeu 4-5-4 de l'histoire du baseball majeur, c'est-à-dire du joueur de deuxième but (4) au joueur de troisième but (5), puis encore au deuxième but (4). Le jeu est amorcé sur une balle frappée par Yadier Molina dans les mains de Walker, qui remet à Jung-ho Kang, jouant ce jour-là au troisième but, afin de retirer Jhonny Peralta. La séquence se termine lorsque Kang lance à Walker au deuxième but pour retirer Jason Heyward, figé entre les deuxième et troisième but.

### Mets de New York
Le 9 décembre 2015, les Pirates échangent Neil Walker aux Mets de New York contre le lanceur gaucher Jon Niese.

### Brewers de Milwaukee
Le 12 août 2017, les Mets de New York transfèrent Walker aux Brewers de Milwaukee.

## Statistiques
| Saison | Équipe            | G    | AB   | R   | H    | 2B  | 3B | HR  | RBI | SB | BA   |
| ------ | ----------------- | ---- | ---- | --- | ---- | --- | -- | --- | --- | -- | ---- |
| 2009   | Pittsburgh        | 17   | 36   | 5   | 7    | 1   | 0  | 0   | 0   | 1  | .194 |
| 2010   | Pittsburgh        | 110  | 426  | 57  | 126  | 29  | 3  | 12  | 66  | 2  | .296 |
| 2011   | Pittsburgh        | 159  | 596  | 76  | 163  | 36  | 4  | 12  | 83  | 9  | .273 |
| 2012   | Pittsburgh        | 129  | 472  | 62  | 132  | 27  | 0  | 14  | 69  | 7  | .280 |
| 2013   | Pittsburgh        | 133  | 478  | 62  | 120  | 24  | 4  | 16  | 53  | 1  | .251 |
| 2014   | Pittsburgh        | 137  | 512  | 74  | 139  | 25  | 3  | 23  | 76  | 2  | .271 |
| 2015   | Pittsburgh        | 151  | 543  | 69  | 146  | 32  | 3  | 16  | 71  | 4  | .269 |
| 2016   | NY Mets           | 113  | 412  | 57  | 116  | 9   | 1  | 23  | 55  | 3  | .282 |
| 2017   | NY Mets Milwaukee | 111  | 385  | 59  | 102  | 21  | 2  | 14  | 49  | 0  | .265 |
| 2018   | NY Yankees        | 113  | 347  | 48  | 76   | 12  | 1  | 11  | 46  | 0  | .219 |
| Totaux | Totaux            | 1173 | 4207 | 569 | 1127 | 216 | 21 | 141 | 568 | 29 | .268 |

Note : G = Matches joués ; AB = Passages au bâton; R = Points ; H = Coups sûrs ; 2B = Doubles ; 3B = Triples ; 
HR = Coup de circuit ; RBI = Points produits ; SB = Buts volés ; BA = Moyenne au bâton.